# جمشید آهنگرانی
جمشید آهنگرانی (زاده ۱۵ خرداد ۱۳۳۸ در اراک) طراح صحنه، کارگردان سینمای ایران است. وی پدر پگاه آهنگرانی و همسر منیژه حکمت است.

## فیلم‌شناسی

### کارگردان
شبیخون (۱۳۷۶)
جوانمرد (۱۳۷۵)